# Steve Rowland & The Family Dogg
Steve Rowland & The Family Dogg was een Britse band.

## Carrière
Albert Hammond en Steve Rowland vormden de groep The Family Dogg in 1966 samen met zanger Mike Hazlewood en zangeres Christine Holmes. Hun debuutalbum kwam in 1969 uit. In 1970 werd de groepsnaam veranderd in Steve Rowland & The Family Dogg. Met Sympathy scoorden ze een grote hit in 1970. Deze single was een cover van Rare Bird. De studiomuzikanten van de groep waren Led Zeppelin en pianist Elton John en ze wilden gitarist Jan de Hont een solo laten inspelen voor de nieuwe lp, maar dat ging niet door. In 1972 kwam het laatste album van de groep uit, met Ireen Sheer als zangeres.

## Discografie
| Single met hitnotering(en) in de Vlaamse Ultratop 50 | Datum van verschijnen | Datum van binnenkomst | Hoogste positie | Aantal weken | Opmerkingen |
| ---------------------------------------------------- | --------------------- | --------------------- | --------------- | ------------ | ----------- |
| Sympathy                                             | 1970                  | 23-05-1970            | 10              | 5            |             |

| Single met eventuele hitnotering(en) in de Nederlandse Top 40 | Datum van verschijnen | Datum van binnenkomst | Hoogste positie | Aantal weken | Opmerkingen |
| ------------------------------------------------------------- | --------------------- | --------------------- | --------------- | ------------ | ----------- |
| Way of life                                                   | 1969                  | 12-07-1969            | 10              | 7            |             |
| Arizona                                                       | 1969                  | 13-12-1969            | tip             |              |             |
| Sympathy                                                      | 1970                  | 04-04-1970            | 2               | 13           |             |
| Sweet America                                                 | 1972                  | 25-11-1972            | 26              | 3            |             |

### NPO Radio 2 Top 2000
| Nummer met noteringen in de NPO Radio 2 Top 2000 | '99  | '00  | '01  | '02  | '03  | '04  | '05  | '06  | '07  | '08  |
| ------------------------------------------------ | ---- | ---- | ---- | ---- | ---- | ---- | ---- | ---- | ---- | ---- |
| Sympathy                                         | 1022 | 1473 | 1322 | 1208 | 1040 | 1412 | 1621 | 1639 | 1737 | 1520 |

1. ↑  Een vetgedrukt getal geeft de hoogste notering aan.
2. ↑  Deze tabel is bijgewerkt tot en met de laatste editie (2024).